# Jessica Lynch
Jessica Dawn Lynch foi uma combatente da 3ª Divisão de Infantaria do Exército dos Estados Unidos, que serviu na Guerra do Iraque, ao lado de seus companheiros soldados incluindo Lori Piestewa. Eles foram emboscados, na Batalha de Nassíria, quando pegaram o caminho errado. Cerca de onze soldados americanos foram mortos e sete outros, incluindo Lynch e Piestewa foram capturados, Piestewa morreu por causa dos ferimentos decorridos da batalha. Mais tarde, Lynch e os outros prisioneiros, foram libertados por uma missão de resgate.